# 亀有公園前派出所
亀有公園前派出所（かめありこうえんまえはしゅつじょ）は、秋本治の漫画作品『こちら葛飾区亀有公園前派出所』に登場する派出所（交番）である。

## 概要

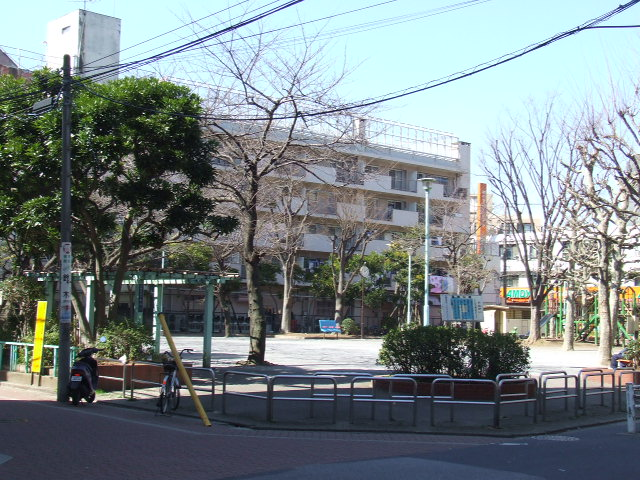
亀有公園

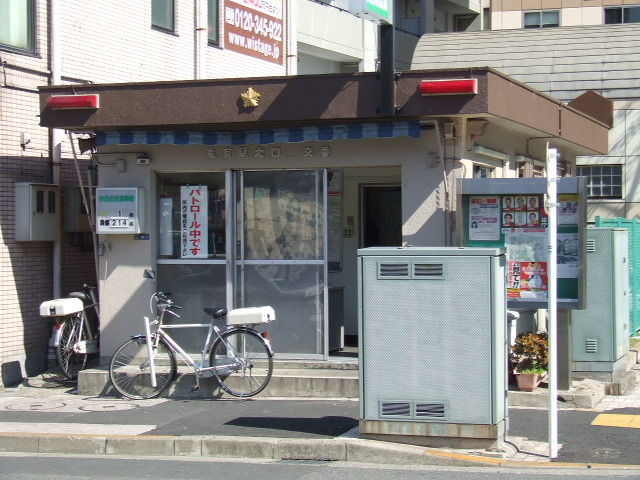
亀有駅北口交番

連載第1回から登場している本作品の最重要舞台であり、両津ら主要メンバーの勤務先である。しかし、擬宝珠家が経営する「超神田寿司」本店が登場したころより、両津が行動する主な舞台は派出所と超神田寿司の2か所となった（第118巻）。このストーリーの多重化により、派出所でのシーンは減っている。
亀有公園は亀有駅北口付近に実在するが、派出所は存在せず架空のものである。作中の設定では、亀有公園前派出所は環七通り沿いに位置している。
亀有駅北口にある亀有警察署亀有駅北口交番が作中の派出所のモデルとされることもあり、亀有警察署ホームページでは亀有駅北口交番について「アニメに登場する交番に似ている」との記載がある。また、当作品公式サイト「こち亀.com」でも同交番が紹介されているが、観光名所としての扱いであり、モデルとは記載されていない。
また郵便局の計らいで、宛名に「東京都葛飾区亀有公園前派出所 両津勘吉様」と書かれたファンレターが作者の住所に届いたこともあったという。
1994年7月から、実際の「派出所」は「交番」と呼称変更されたが、本作品のタイトルおよび施設の名称は「派出所」のままである。作中でも一度だけ「亀有公園前交番」という表記に変更されたことがあったが、これを見て怒った両津勘吉が「交番」の文字にマジックで二重線を引き、その上から「派出所」と書いていた。

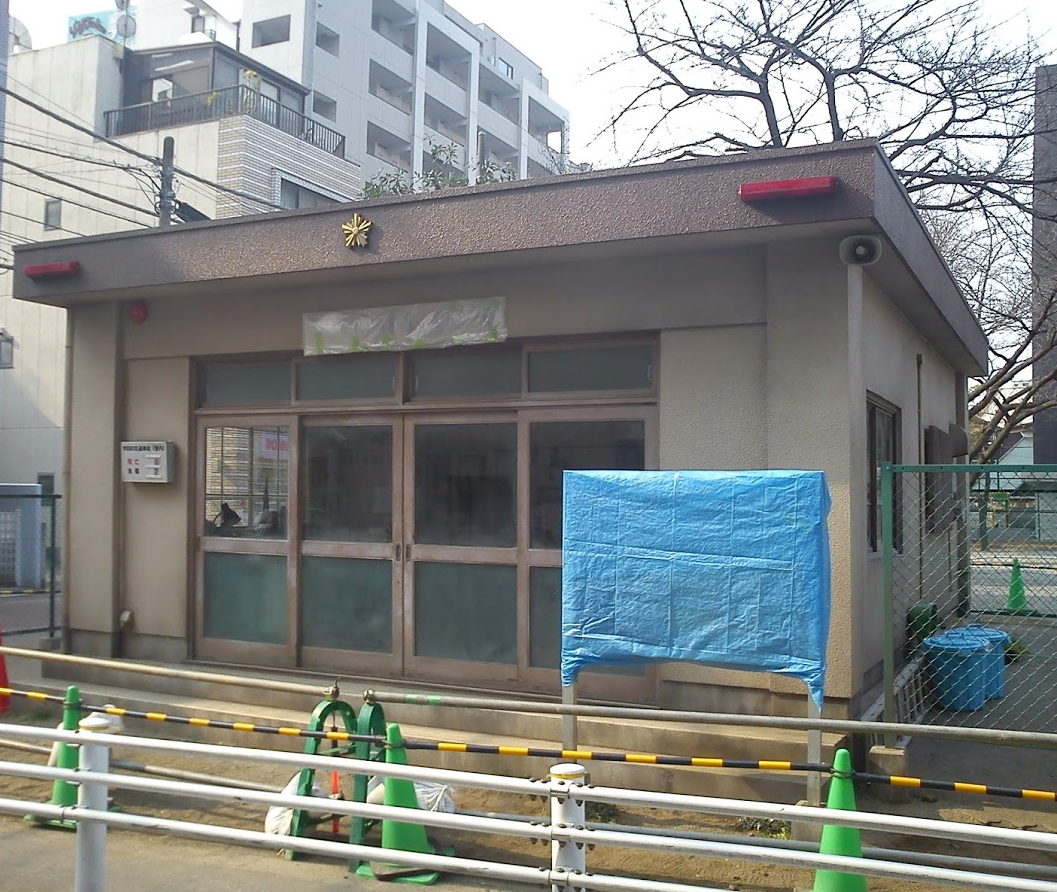
亀有公園内に設置されたロケセット

2011年1月から2月にかけて、亀有公園内に映画『こちら葛飾区亀有公園前派出所 THE MOVIE 〜勝どき橋を封鎖せよ!〜』撮影用のロケセットとして派出所風の建物が設置された。

### 派出所の作中設定
亀有公園前派出所は警視庁新葛飾警察署の管轄であり、亀有公園の外縁沿いの公園敷地内に建っている。班長は連載開始から現在に至るまで、一貫して大原大次郎巡査部長が務めている。配属の警察官の総人数は不明で、1回の勤務に就く警察官の人数は1話ごとに都度変化する。
建物自体はそれほど大きくない平屋建てで、事務室、休憩部屋、台所などに分かれており、24時間交代勤務ができる構造になっている。事務室には事務机が2つ置かれており、入口から見て左は両津、右は秋本・カトリーヌ・麗子が事実上占有している。ただしロッカーは所員の人数分設置されている。また、休憩部屋にはテレビやパソコン（連載開始当初はなし）、麻雀やトランプ、花札などができるこたつ台などが置かれ、食事や仮眠、そして所員同士で遊ぶことができるようになっている。また両津のテレビゲーム等、私物もたくさん置かれている。なお、派出所の右隣には柵で囲まれた屋外スペースがある。
派出所の建物はしばしば破壊されるが、大抵の場合は次の話で修復されている。修復されるまでに数週間かかったのは、火災（第3巻）、爆発（第23巻）、ミサイルの誤作動トラブル（第119巻）の3回のみ（いずれも修復されるまでプレハブ等の仮建物を使用した）。また、手抜き工事のため、土台ごと建物すべてが盗まれたこともある（第7巻・第23巻）。
また、派出所の隣にロボット警官が勤務する「ロボット派出所」が設置されていた時期があった。作者によれば、作品の幅が広がるのではと思いロボット派出所を建てたが、実際には「ロボットが出てくると下町情緒が無くなりムードが壊れる」という苦情が殺到したとのこと。また、ロボット派出所の次は都心に住めない貧乏な大使が派出所の反対側の隣に大使館を建てるという話も構想していたが、前述の通りロボット派出所が不評だったため、執筆できなかったという（60巻「ロボット派出所改造計画の巻」）。ロボット派出所は2度の改装（東洲斎写楽の作品が描かれた和風の建物→派出所と瓜二つの建物）を経て、最終的には撤去された。その他、一時的ではあるが通天閣署の別館が派出所の隣に建設されていたこともある（第179巻）。
電話
派出所にある固定電話は2回交換されている（両津らが破壊した場合の交換は除く）。
- 第1巻 - 第4巻：回転ダイヤル式電話機（黒電話）
- 第4巻 - 第70巻：押しボタン式電話機（プッシュホン）
- 第70巻 - ：コードレスホン

## メンバー
主要メンバー
- 巡査部長
  - 大原大次郎（班長）[11]
- 巡査長
  - 両津勘吉
- 巡査
  - 中川圭一
  - 秋本・カトリーヌ・麗子[12]
  - 寺井洋一→丸井ヤング館
  - 麻里愛[13]

準メンバー
下記3名は非常勤所員である。
- 擬宝珠纏（新葛飾署交通課所属）
- 磯鷲早矢（新葛飾署交通課所属）[14]
- 乙姫菜々（新葛飾署交通機動隊所属[15]）

亀有駅付近に設置された「敬礼両さん像」（2010年建立）

亀有公園にある看板

作品中で明確に派出所勤務とされているのは主要メンバーの7名および準メンバーの3名であるが、作品の中ではこれ以外にも、1話限り完結の単発所員も多数存在し、中には複数回再登場する所員もいる。すべて警察官であり交番相談員などはいないが、交通課担当の警察官が配置されてくることが多い。
ボルボ西郷や早乙女リカ、法条正義も着任時や人員不足の臨時で勤務についたことがあるほか、派出所の旅行やイベント、冠婚葬祭では部署違いの本田速人がよく参加していて、本田や早乙女は休憩などで遊びに来ることも多い。
元メンバー
- 戸塚金次（初期は主要メンバーだった）[17]
- 岩田(両津が派出所に配属された時の巡査部長)
- 水谷（連載の最初のほうのみで勤務）
- 南（連載の最初のほうに勤務していたが、異動して離脱）
- 松本（連載開始前に離脱[18]）
- 恵比寿海老茶（元刑事課勤務。アニメでは特殊刑事課に異動後退職。）
- 日暮熟睡男